# Пелиновский, Дмитрий Ефимович
Дмитрий Ефимович Пелиновский — российский и канадский математик, профессор Университета Мак-Мастера (Гамильтон, Канада), руководитель группы в Нижегородском техническом университете.
Родился в 1969 г. Отец — Ефим Наумович Пелиновский (р. 12.07.1945) — доктор физико-математических наук, профессор.
Окончил Нижегородский (Горьковский) государственный технический университет им. Р. Е. Алексеева (1989—1993).
Доктор философии в прикладной и вычислительной математике (1997, Monash University, Австралия).
Послужной список:
- 1993—1994 младший научный сотрудник Института прикладной физики;
- 1994—1997 аспирант Monash University, Австралия
- 1997 — исследователь в Кейптаунском университете
- 1998—2000 аспирант Университета Торонто (Канада)
- 2000—2004 профессор-ассистент Университета МакМастер (Канада)
- с 2004 профессор математики Университета МакМастер.

Руководитель группы в Нижегородском техническом университете.
Соавтор книги:
- Numerical mathematics / Matheus Grasselli, Dmitry Pelinovsky. Sudbury, Mass. : Jones and Bartlett Publishers, 2008. 668 p. : ill. ; 24 cm.
- Numerical mathematics / by Matheus Grasselli and Dmitry Pelinovsky. - New Delhi: Jones and Bartlett India, c2017. xiv, 668p. Bibliography: p. 653-654.

Некоторые публикации:
- Вырожденные рациональные решения иерархии уравнений Захарова-Шабата / Д. Е. Пелиновский. — Н. Новгород : ИПФ, 1993. — 28,[1] с.; 21 см. — (Препринт. Рос. АН, Ин-т прикл. физики; N 336).
- Фронты многократного переключения в нейроподобных средах / Д. Е. Пелиновский, В. Г. Яхно. — Н. Новгород : ИПФ, 1992. — 18,[1] с. : ил.; 22 см. — (Препринт. Рос. акад. наук, Ин-т прикл. физики; N 311).
- Динамика структур в пульсирующем режиме нейроподобной сети / Д. Е. Пелиновский, В. Г. Яхно. — Н. Новгород : ИПФ, 1992. — 28,[2] с. : ил.; 22 см. — (Препринт. Рос. акад. наук, Ин-т прикл. физики; N 330).
- Асимптотическая теория самофокусировки квазиплоских уединенных волн / К. А. Горшков, Д. Е. Пелиновский. — Н. Новгород : ИПФ, 1994. — 29,[1] с. : граф.; 20 см. — (Препринт. Рос. АН, Ин-т прикл. физики; N 356).